# بمب‌گذاری آگوست ۲۰۱۲
بمب گذاری آگوست ۲۰۱۲ که در ۱۶ آگوست روی داد یکی از بزرگترین عملیات‌های تروریستی پس از خروج نیروهای آمریکا از عراق بود. در این عمیلیات که علیه شیعیان روی داد حدود ۱۲۰ تن کشته و ۴۰۰ تن زخمی شدند.